# ميشيل فيريرو
ميشيل فيريرو (بالإيطالية: Michele Ferrero)‏ (مواليد 26 أبريل 1925 - 14 فبراير 2015) هو مالك أحد شركات الشوكولاتة المسماة بإسمه، وتُسمى شركة (فيريرو). وهي أحد أكبر الشركات مبيعاً في أوروبا حيث وصلت مبيعاتها سنة 2012 إلى 19 مليار دولار.

## السيرة الذاتية
ولد فيريرو في مدينة دولياني في إيطاليا. وهو ابن بيترو فيريرو الذي أسس شركة فيريرو.

## وصلات خارجية
- ميشيل فيريرو على موقع مونزينجر (الألمانية)

- الموقع الإلكتروني